# Epirrhoe dubiosata
Epirrhoe dubiosata är en fjärilsart som beskrevs av Alphéraky 1883. Epirrhoe dubiosata ingår i släktet Epirrhoe och familjen mätare. Inga underarter finns listade i Catalogue of Life.